# 陶典
陶典（1992年10月5日—），安徽宣城人，中國大陸配音演員，畢業於安徽師範大學傳媒學院播音主持專業。2013年進入上海電影譯制廠，現隸屬「上海領聲文化傳播有限公司」。

## 出演作品

### 電影
- 《侏羅紀世界》
- 《阿拉丁》—茉莉公主
- 《温泉屋小女将》（日本）—关织子

### 動畫
- 《灰體》
- 《吃謎少女》
- 《求求你吃我吧》
- 《歲城》
- 《聖佛》—紫霞
- 《秦时明月》—胡姬[5]
- 《天行九歌》—焰灵姬
- 《斗罗大陆》—小舞
- 《驯龙高手》TV版—亚丝翠
- 《动物也疯狂》—呦威
- 《里约大冒险2》—小迪
- 《灵笼》—冉冰

### 遊戲
- 《英雄聯盟》—「岩雀」塔莉埡（中國大陸版）[6]
- 《守望先鋒》—D.Va（中國大陸版）[7]、天使（中國大陸版）[8]
- 《崩坏3rd》、《崩坏学园2》—琪亚娜·卡斯兰娜[9]、阿婕塔、年糕
- 《王者荣耀》—孙尚香[10]
- 《原神》—天理的维系者、胡桃[11]、杜林
- 《明日方舟》—阿米娅
- 《崩壞：星穹鐵道》阿蘭、白珩
- 《絕對演繹》—唐芯
- 《絕區零》—葉瞬光
- 《重返未來：1999》—坎吉拉、馬庫斯

## 外部連結
- （中文）陶典的新浪微博
- （中文）陶典的哔哩哔哩个人空间